# Classe Liberté
A Classe Liberté foi uma classe de couraçados operada pela Marinha Nacional Francesa, composta pelo Liberté, Justice, Vérité e Démocratie. Suas construções começaram em 1902 e 1903 no Ateliers et Chantiers de la Loire, Forges et Chantiers de la Méditerranée e Arsenal de Brest e foram lançados ao mar entre 1904 e 1907, entrando em serviço em 1908. A classe foi encomendada como parte de um programa de expansão naval francês que tinha intenção de fazer frente à expansão naval da Marinha Imperial Alemã. Os navios originalmente seriam membros da Classe République, porém tiveram seus projetos levemente modificados para levarem uma bateria secundária mais poderosa.
Os quatro couraçados da Classe Liberté eram armados com uma bateria principal composta por quatro canhões de 305 milímetros montados em duas torres de artilharia duplas. Tinham um comprimento de fora a fora de 135 metros, boca de 24 metros, calado de pouco mais de oito metros e um deslocamento carregado de quase quinze mil toneladas. Seus sistemas de propulsão eram compostos por 22 ou 24 caldeiras a carvão que alimentavam três motores de tripla-expansão, que por sua vez giravam três hélices até uma velocidade máxima de dezoito nós (33 quilômetros por hora). Os navios também tinham um cinturão de blindagem que tinha entre 180 e 280 milímetros de espessura.
Os navios tiveram carreiras em sua maior parte tranquilas durante os tempos de paz, consistindo principalmente em exercícios de treinamento, visitas a portos estrangeiros e revistas navais oficiais. O Liberté foi destruído em 1911 por uma explosão acidental em um de seus depósitos de munição. As embarcações sobreviventes escoltaram comboios de tropas vindas do Norte da África nos primeiros dias da Primeira Guerra Mundial em 1914, sendo depois designados para o Mar Adriático a fim de conter a Marinha Austro-Húngara. Eles participaram da Batalha de Antivari em agosto, afundando o cruzador SMS Zenta, porém pouco fizeram depois disso e não entraram mais em combate.
Os couraçados foram enviados para a Grécia em 1916 com o objetivo de pressionar o governo grego a entrar na guerra pelo lado dos Aliados, passando o resto do conflito atracados em Corfu devido a escassez de combustível. O Justice e o Démocratie foram para o Mar Negro após a guerra para supervisionarem a desmobilização de forças alemãs e russas, enquanto o Vérité ficou em Constantinopla para supervisionar a rendição otomana. Os três retornaram então para a França e foram descomissionados entre 1919 e 1920, sendo desmontados na Itália e na Alemanha em 1921. Os destroços do Liberté continuaram no porto de Toulon até serem erguidos e desmontados em 1925.

## Projeto

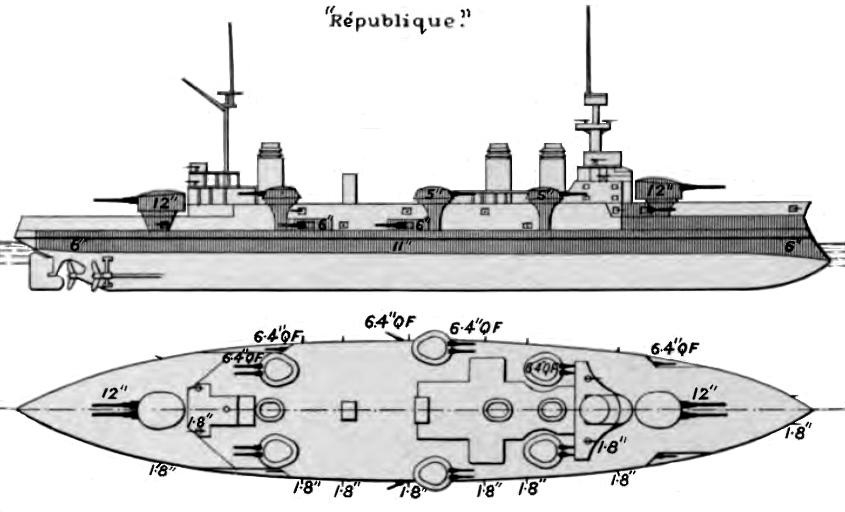
Desenho linear da classe République, os progenitores diretos do design dos Liberté

A classe Liberté, às vezes considerada parte da République, foi autorizada na Lei da Frota de 1900, que exigia um total de seis couraçados, os dois primeiros dos quais eram a classe République. A lei foi uma reação à Lei Naval Alemã de 1898, que marcou uma expansão significativa da frota sob o comando do Almirante Alfred von Tirpitz. Como a Alemanha era o principal oponente potencial da França, um fortalecimento considerável de sua frota pressionou o parlamento francês a autorizar um programa semelhante. Louis-Émile Bertin, que se tornou o Directeur central des constructions navales (DCCN — Diretor Central de Construção Naval) em 1896, foi o responsável pela preparação do novo projeto. Bertin fez campanha no início da década de 1890 por revisões nos couraçados que estavam sendo construídos, pois ele determinou corretamente que sua blindagem rasa os tornaria vulneráveis a impactos acima do cinturão, o que poderia causar inundações que desestabilizariam perigosamente os navios.
Ao se tornar o DCCN, Bertin estava agora em posição de promover suas ideias sobre a construção de couraçados. Em novembro de 1897, ele solicitou um navio com deslocamento de 13 600 toneladas, um aumento significativo em tamanho em relação aos couraçados anteriores, o que lhe permitiria incorporar o layout de blindagem mais abrangente que ele considerou necessário para derrotar a última geração de projéteis perfurantes. O novo navio seria protegido por um cinturão alto que cobria grande parte do comprimento do casco, encimado por um convés blindado plano que criava uma grande caixa blindada, que era altamente subdividida com compartimentos estanques para reduzir o risco de inundações incontroláveis.

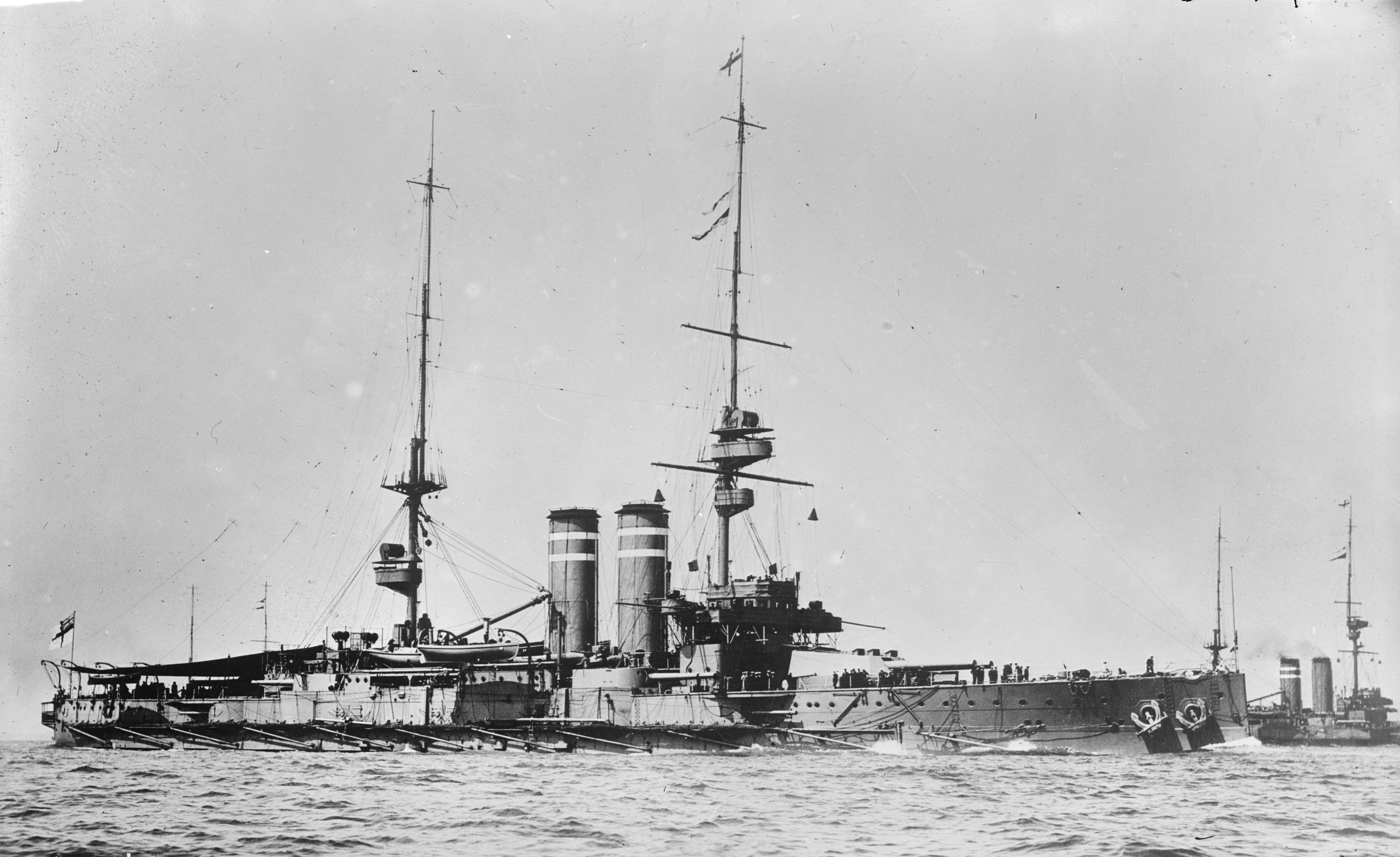
, um dos couraçados estrangeiros que motivou o redesenho dos últimos quatro Républiques

O trabalho de design detalhado do novo navio continuou pelos dois anos seguintes, enquanto trabalhavam nos detalhes do navio. A equipe apresentou uma proposta revisada em 20 de abril de 1898, com o deslocamento agora aumentado para 15 mil toneladas, o que estava no mesmo nível dos designs britânicos contemporâneos. Para garantir a passagem pelo Canal de Suez, o calado foi limitado a 8,4 metros e o armamento principal padrão de quatro canhões de 305 milímetros em duas torres duplas foram especificados. O comando naval aprovou a submissão, mas solicitou alterações no projeto, particularmente no arranjo do layout da bateria secundária. Elas se mostraram difíceis de incorporar, pois as mudanças solicitadas aumentaram o peso superior, o que exigiu reduções na espessura da blindagem para evitar que o navio ficasse muito pesado nessa parte. A Marinha recusou-se, contudo, a permitir as reduções, pelo que foram consideradas novas reorganizações.
Em 23 de dezembro, os projetistas avaliaram duas propostas para as torres de armas secundárias da Schneider-Creusot e da Direction de l'artillerie (Diretoria de Artilharia), administrada pelo governo; a proposta desta última foi adotada para o novo navio. Outra reunião em 28 de abril de 1899 definiu as características finais do projeto e, em 29 de maio, Bertin foi orientado a alterar o projeto para se adequar às especificações adotadas. O trabalho de design final levou mais dois meses, e Bertin enviou a versão finalizada em 8 de agosto. Após quase um ano de inação, Jean Marie Antoine de Lanessan, o Ministro da Marinha, aprovou o projeto em 10 de julho de 1900, e em 9 de dezembro o parlamento aprovou a Lei da Frota de 1900 que autorizou um total de seis navios.
Durante o longo processo de design, novos couraçados construídos no exterior, particularmente os King Edward VII, levaram a um redesenho dos últimos quatro membros da classe, resultando nos Liberté. Os couraçados estrangeiros começaram a transportar uma bateria secundária pesada, como os canhões de 254 milímetros do King Edward VII, o que levou a um aumento nas baterias secundárias francesas de 164 para 194 milímetros para os últimos quatro navios. Infelizmente para os navios franceses, eles entraram em serviço logo após o revolucionário encouraçado HMS Dreadnought, tornando os pré-dreadnoughts como eles obsoletos. Os Liberté, no entanto, forneceram a base para os subsequentes couraçados da classe Danton.

### Características gerais

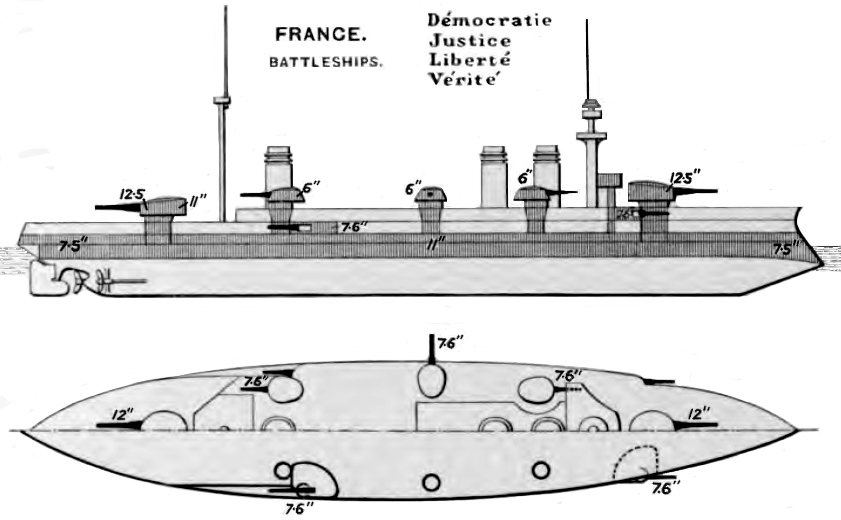
Elevação direita e planta do convés conforme retratado no Brassey's Naval Annual

Os navios 131 metros de comprimento na linha d'água, 133,8 metros  entre perpendiculares e 135,25 metros em geral. Eles tinham uma boca de 24,25 metros na linha de água e um calado médio de 8,2 metros. Eles deslocavam até 14 900 toneladas em plena carga. Os cascos dos navios foram modelados nos Gloire, que Bertin também havia projetado. Os cascos foram divididos em 15 compartimentos estanques abaixo do convés blindado inferior. Quilhas de fundo foram instaladas para melhorar sua estabilidade.
Os navios da Classe Liberté foram construídos com um convés do castelo de proa alto que se estendia até o mastro principal. Eles mantiveram um pequeno mastro de combate como mastro dianteiro, mas tinham um mastro mais leve como principal. A superestrutura dianteira consistia em uma estrutura de quatro andares erguida ao redor do mastro dianteiro e da torre de comando. A casa de navegação, os aposentos do comandante e a ponte estavam localizados aqui. Em serviço, o arranjo mostrou ter vários problemas: a torre de comando era pequena demais para acomodar a tripulação, as asas da ponte obstruíam a visão para a popa, o que forçava o comandante a deixar a segurança da torre de comando blindada para ver tudo ao redor do navio. Em 1912-1913, as asas foram removidas para reduzir o problema. Problemas semelhantes também causaram dificuldades na superestrutura traseira, particularmente no sistema de controle de fogo traseiro.
Eles tinham uma tripulação de 32 oficiais e 710 homens alistados, embora enquanto serviam como navio-almirante, suas tripulações foram aumentadas para 44 oficiais e 765 homens alistados para incluir a equipe de um almirante. Cada couraçado transportava dezoito barcos menores, incluindo pinaças, lanchas, botes, baleeiros e píeres. Como navio-almirante, esses barcos foram complementados com uma embarcação de almirante, outro cúter e mais três baleeiros. Quando concluídos, os navios usavam o esquema de pintura padrão da frota francesa: verde para o casco abaixo da linha d'água e preto acima, e bege para a superestrutura. Este esquema foi substituído em 1908 por um azul-acinzentado médio que substituiu o preto e o amarelo-claro, enquanto a pintura verde do casco foi eventualmente substituída pelo vermelho escuro.

### Máquinas
Os navios eram movidos por três motores de expansão tripla vertical de 4 cilindros com vinte e duas caldeiras Belleville, com exceção do Justice, que recebeu vinte e quatro caldeiras Niclausse. As caldeiras foram divididas em quatro salas, com as três da frente canalizadas para dois funis e a sala da popa canalizada para o funil traseiro. Os motores estavam localizados ao meio do navio, em compartimentos separados e estanques, entre o grupo dianteiro de três salas de caldeiras e o de popa. Cada motor acionava uma hélice de bronze de três lâminas; a hélice central tinha 4,85 metros de diâmetro enquanto que as hélices externas tinham 5 metros de diâmetro. Os navios estavam equipados com seis geradores elétricos; dois geradores de 500 amperes foram usados para alimentar as torres da bateria principal e os guinchos de munição, além de quatro geradores de 800 amperes, que forneciam energia para o restante dos sistemas dos navios.
O sistema de propulsão foi avaliado em 17 500 cavalos e proporcionou uma velocidade máxima de 18 nós (33 qilômetros por hora) conforme projetado. O armazenamento de carvão atingia 900 toneladas normalmente e até 1 800 toneladas em plena carga. A uma velocidade de cruzeiro econômica de 10 nós (19 quilômetros por hora), os navios podiam navegar por 8 400 milhas náuticas (16 mil quilômetros).

### Armamento

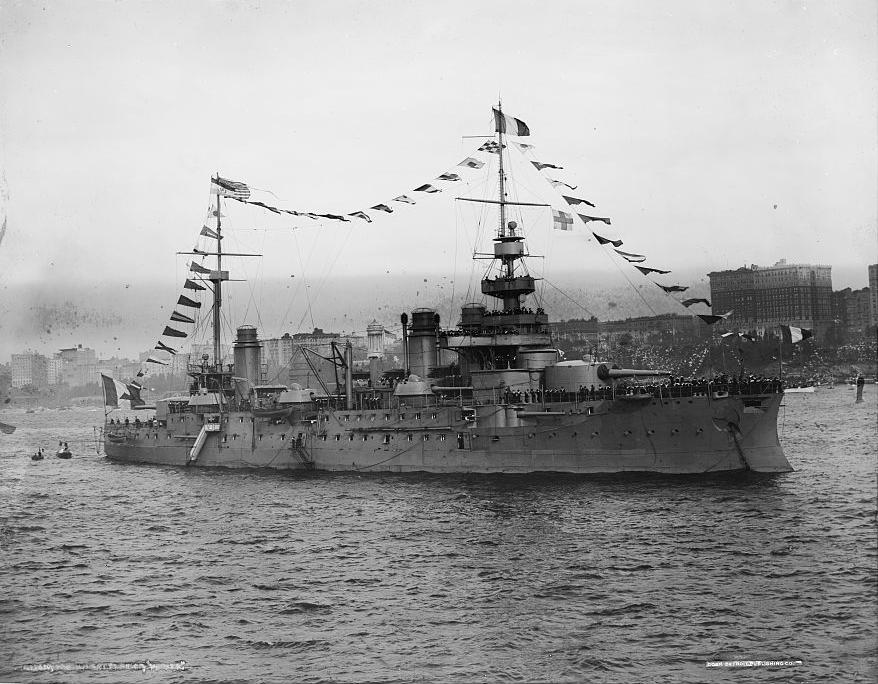
Vérité nos Estados Unidos em 1909, mostrando o arranjo da torre da bateria principal dianteira, da torre secundária e dos canhões casamatados

A bateria principal dos navios da Classe Liberté consistia em quatro de 305 milímetros Modèle 1893/96 montados em duas torres de canhões duplos, uma na proa e uma na popa. Essas armas disparavam um projétil de 350 quilogramas a uma velocidade inicial de 865 metros por segundo. Na sua elevação máxima de 12 graus, os canhões tinham um alcance de 12 500 metros. A cadência de tiro deles era de um tiro por minuto. Tanto as torres quanto os canhões eram operados eletricamente; ambos os canhões eram normalmente elevados juntos, mas podiam ser desacoplados e operados independentemente se necessário. Os canhões tiveram que ser rebaixados para uma posição de carga fixa, −5 graus, entre os disparos. O armazenamento de munição pronta era de oito projéteis por torre. Embora os primeiros couraçados franceses transportassem vários tipos de balas, incluindo projéteis perfurantes (APC), semiperfurantes (SAPC), de ferro fundido, altamente explosivo e de dispersantes, o Liberté padronizou um carregamento apenas de projéteis APC e SAPC. Em tempos de paz, cada arma era fornecida com 65 projéteis, totalizando 260 por navio, dos quais 104 eram APC e os 156 restantes eram SAPC. O fornecimento em tempo de guerra era três vezes maior, 780 projéteis no total.
A bateria secundária consistia em dez canhões de 194 milímetros Modèle 1902; seis foram montados em torres simples e os quatro restantes estavam em casamatas no casco. As seis torres foram distribuídas ao longo da porção central do navio, duas na parte dianteira do par de chaminés, duas no meio do navio e o último par na parte traseira do funil. Os canhões da casamata eram dispostos em pares, um de cada lado da torre da bateria principal dianteira, e o outro ficava ligeiramente à frente do par traseiro de torres secundárias. Os canhões tinham uma cadência de tiro de dois tiros por minuto. Com uma elevação máxima de 15 graus, as armas tinham um alcance de 12 mil metros. A velocidade inicial era de 865 metros por segundo. As torres eram eletricamente treinadas, mas elevadas manualmente, enquanto os canhões da casamata eram operados manualmente. Ambos tinham capacidade de armazenamento para doze projéteis e suas cargas propulsoras, antes que a munição tivesse que ser retirada dos paióis. Cada arma foi fornecida com 200 projéteis, dos quais 150 eram SAPC e o restante eram APC. Os navios também transportavam um total de 78 projéteis de ferro fundido e 20 rodadas de munição para treinamento.
Para defesa de curto alcance contra torpedeiros, eles carregavam uma bateria terciária de treze canhões de 65 milímetros Modèle 1902 e dez canhões de 65 milímetros Modèle 1902. Eles tinham uma cadência de tiro de 15 tiros por minuto e um alcance máximo de 8 mil metos, e estavam colocados em suportes individuais no casco com portas de tiro. Os canhões de 47 milímetros foram colocados nos topos de combate dos mastros e nas superestruturas dianteiras e traseiras. Eles tinham a mesma cadência de tiro que os de 65 milímetros, mas seu alcance era menor, 6 mil metros. Eles também disparavam um projétil significativamente mais leve, 2 quilogramas, em comparação com o projétil de 4,17 quilogramas da arma maior. O armazenamento de munições era de 450 rodadas por arma para as de 65 e 550 cartuchos por arma para as de 47 milímetros.
Os navios também estavam armados com dois tubos de torpedos de 450 milímetros, que ficavam submersos no casco na lateral. Eles foram dispostos em um ângulo fixo, 19 graus à frente da boca. Cada tubo foi fornecido com três torpedos Modèle 1904, que tinham um alcance de mil metros a uma velocidade de 32,5 nós (60,2 quilômetros por hora), carregando uma ogiva de cem quilogramas. Cada navio transportava vinte minas navais que podiam ser colocadas pelos pináculos dos navios.

### Blindagem
A blindagem principal do navio consistia em duas faixas de aço cimentado de 280 milímetros meio do navio, que era reduzido para 180 milímetros na proa e na popa. O cinturão terminava perto da popa e era coberto por uma antepara transversal de 200 milímetros com um fundo de tábuas de teca de 80 milímetros, que por sua vez eram apoiadas por duas camadas de 10 milímetros de galvanoplastia. Para a frente, estendia-se até o prolongamento da quilha e proa. Estendia-se de 0,5 abaixo da linha d’água até 2,3 metros acima da linha e ao longo da borda superior do cinto, afunilava ligeiramente para 240 milímetros. Uma terceira faixa de blindagem mais fina cobria o casco superior nos níveis do convés principal e do primeiro convés; consistia em 64 milímetros de revestimento de aço e 80 milímetros. Ele estava conectado à barbeta da bateria principal dianteira por uma antepara de 154 milímetros.
A proteção horizontal consistia em dois conveses blindados. O convés superior, no nível do convés principal, cobria quase todo o navio, da proa até a antepara transversal da popa. Consistia em três camadas de 18 milímetros de aço para uma espessura total de 54 milímetros. Abaixo disso, o convés inferior era plano sobre as salas de máquinas e caldeiras, consistindo em três camadas de 17 milímetros de aço, sendo a espessura total 51 milímetros. Nas laterais do convés, ele se inclinava para baixo para se conectar à borda inferior do cinturão principal. Os lados inclinados eram duas camadas de 36 milímetros de aço. Entre os dois conveses e diretamente atrás do cinturão, havia uma ensecadeira amplamente subdividida, que Bertin projetou para limitar inundações em caso de danos causados pela batalha. Salas de armazenamento de carvão foram colocados atrás da ensecadeira para absorver estilhaços de projéteis ou fragmentos de blindagem.
As torres da bateria principal receberam a blindagem mais pesada; as faces das salasde armas eram de 360 milímetros de espessura e as laterais e traseiras tinham 280 milímetros, todo em aço cimentado. Atrás de cada placa havia duas camadas de 20 milímetros de aço. O telhado era composto por três camadas de 24 milímetros de aço. Suas barbetas tinham 246 milímetros acima do convés principal e 66 abaixo dele; para a barbeta dianteira, uma espessura de transição de 166 milímetros era usado quando a barbeta era coberta pelo fino cinto superior. As torres secundárias dos navios receberam placas de 156 milímetros de espessura na face e nas laterais, apoiada por duas camadas de aço, ambas com 13 milímetros de espessura. A parte traseira da torre, projetada para contrabalançar o peso da arma, tinha 282 milímetros de aço macio. Abaixo das torres, as salas de manuseio de munições eram protegidas por 143 milímetros de aço em camadas duplas de 12 milímetros de revestimento (com o Justice recebendo 130 milímetros de armadura cimentada em camadas duplas de 18,5 milímetros galvanoplastia). Os compartimentos até os depósitos estavam cobertos por 84 milímetros de armadura cimentada acima do convés principal e 14 milímetros abaixo, onde estava atrás do cinto. Os canhões de casamata receberam 174 milímetros de armadura cimentada fixada em duas camadas de 13 milímetros de aço nas paredes externas e 102 milímetros nas paredes internas.
A torre de comando avançada tinha 266 milímetros de aço na parte frontal e lateral, com 216 milímetros de espessura na parede traseira. Todos os quatro lados foram apoiados por duas camadas de revestimento de 17 milímetros. O acesso à entrada traseira da torre era protegido por uma antepara curva que era de 174 milímetros de espessura. Um tubo fortemente blindado de 200 milímetros protegia o sistema de comunicação que conectava a torre de comando com a estação transmissora mais abaixo na belonave. Abaixo do convés superior, essa espessura era reduzida para 20 milímetros em duas camadas de 10 milímetros de aço.

## Navios
| Nome       | Construtor                                                  | Batido             | Lançado               | Comissionado           |
| ---------- | ----------------------------------------------------------- | ------------------ | --------------------- | ---------------------- |
| Liberté    | Ateliers e Chantiers de la Loire                            | Novembro de 1902   | 19 de abril de 1905   | 13 de abril de 1908    |
| Justice    | Société Nouvelle des Forges et Chantiers de la Méditerranée | 1 de abril de 1903 | 27 de outubro de 1904 | 15 de abril de 1908    |
| Vérité     | Société Nouvelle des Forges et Chantiers de la Méditerranée | Abril de 1903      | 28 de maio de 1907    | 11 de setembro de 1908 |
| Démocratie | Arsenal de Brest                                            | 1 de maio de 1903  | 30 de abril de 1904   | 9 de janeiro de 1908   |

## Histórico de serviço

### Pré-guerra

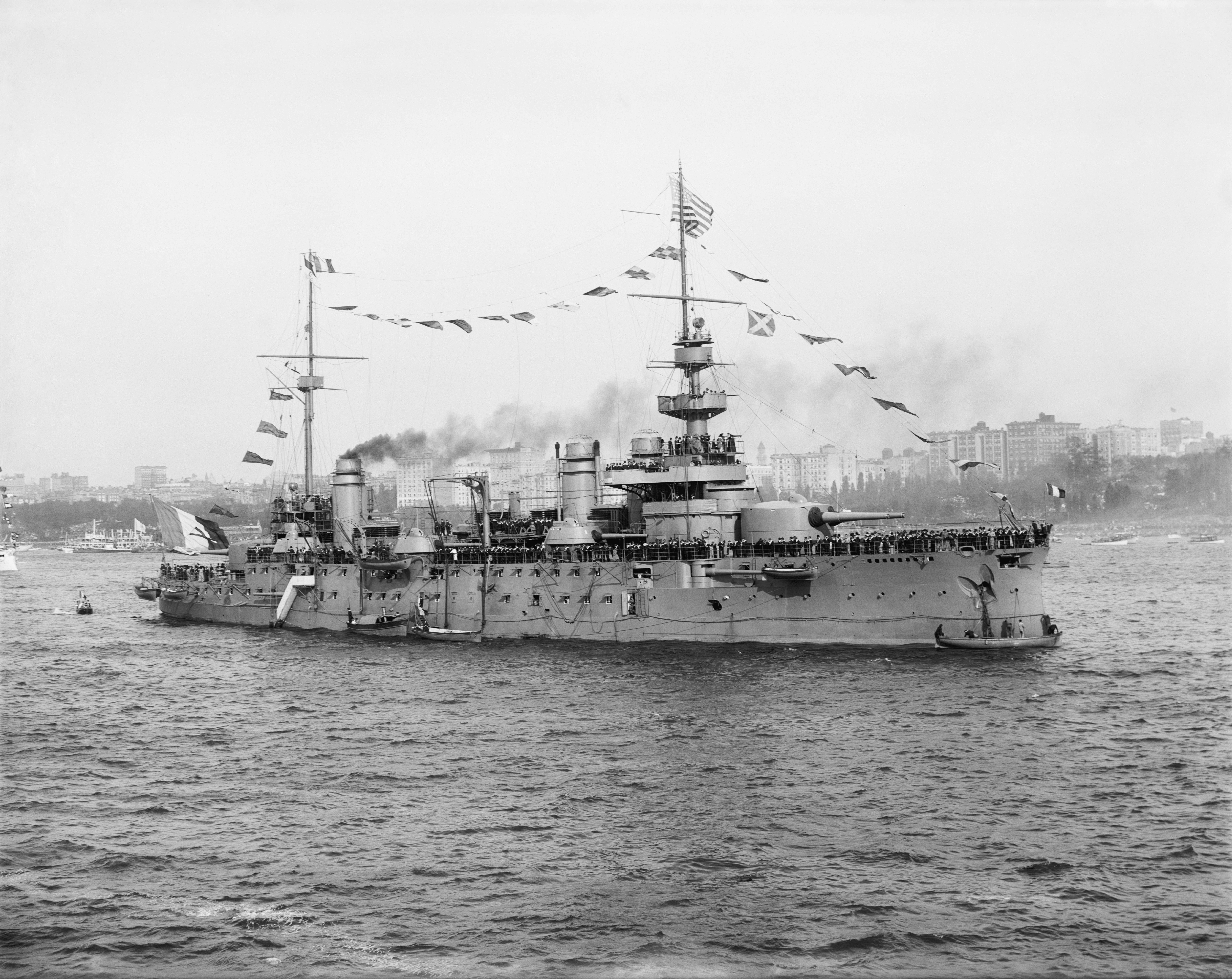
Justice na Celebração Hudson-Fulton em setembro de 1909

Os membros da classe foram designados para a 2ª Divisão do Esquadrão Mediterrâneo após entrarem em serviço, com exceção do Démocratie, que serviu na 1ª Divisão junto com os encouraçados République e Patrie. O Justice serviu como carro-chefe da 2ª Divisão. Toulon era o porto de origem do esquadrão, embora eles frequentemente também atracassem em Golfe-Juan e Villefranche-sur-Mer. Ao longo da década de 1900 e início da década de 1910, os navios foram ocupados com exercícios de treinamento de rotina em tempos de paz no oeste do Mar Mediterrâneo e no Atlântico. Eles também realizaram inúmeras revisões navais para o Presidente da França, outros funcionários do governo e vários dignitários estrangeiros durante este período. Os navios também faziam visitas frequentes a portos estrangeiros no Mediterrâneo, incluindo visitas à Espanha, Mônaco e Itália, entre outros. A mais notável entre essas visitas foi uma viagem dos navios da 2ª Divisão através do Atlântico para representar a França na Celebração Hudson-Fulton nos Estados Unidos em 1909.
No início de 1911, os Danton começaram a entrar em serviço, substituindo os couraçados das classes Liberté e République para o que era agora o 2º Esquadrão da Frota do Mediterrâneo. Na manhã de 25 de setembro, enquanto estava em Toulon, o Liberté foi destruído por uma explosão acidental de um depósito que matou quase trezentos tripulantes. Uma investigação subsequente revelou que a causa era o propulsor Poudre B usado pela Marinha Francesa na época; controles mais rigorosos foram colocados em prática para reduzir a probabilidade de outro acidente. Os três membros sobreviventes da classe passaram os três anos seguintes em um padrão semelhante de exercícios de treinamento e cruzeiros pelo Mediterrâneo. Após o assassinato do arquiduque Francisco Ferdinando em junho de 1914 e durante a subsequente Crise de julho, os navios permaneceram perto de Toulon para serem preparados para a possibilidade de guerra.

### Primeira Guerra Mundial
Com a eclosão da Primeira Guerra Mundial, em agosto de 1914, a frota francesa foi mobilizada para defender os comboios de tropas que transportavam elementos do exército do Norte da África Francesa para a França Metropolitana. O cruzador de batalha alemão SMS Goeben estava no Mediterrâneo na época, e o alto comando francês temia que ele tentasse interditar os comboios. Os navios do 2º Esquadrão navegaram para Argel e então escoltaram um comboio de navios de transporte de tropas com cerca de 7 mil homens até serem substituídos no meio do caminho para a França pelos encouraçados Jean Bart e Courbet. Depois disso, eles se juntaram ao restante da frota francesa principal e fizeram uma incursão no Mar Adriático para tentar levar a Marinha Austro-Húngara para a batalha. Os franceses encontraram apenas o cruzador protegido SMS Zenta e um barco torpedeiro, afundando o primeiro na Batalha de Antivari em 16 de agosto. Patrulhas no sul do Adriático se seguiram e, mais tarde naquele mês, o Justice e o Démocratie colidiram acidentalmente em meio à forte neblina enquanto patrulhavam, exigindo retirada para reparos. Após repetidos ataques de submarinos austro-húngaros, os couraçados da frota retiraram-se para Corfu e Malta, enquanto unidades mais leves continuaram as varreduras.
Enquanto a maior parte da frota permaneceu em Corfu, o Vérité foi enviado para reforçar a força naval anglo-francesa que havia se reunido nos Dardanelos em setembro para capturar o Goeben, que havia sido vendido ao Império Otomano. Ele participou do bombardeio das fortificações costeiras otomanas em novembro. Depois que a Itália entrou na guerra em maio de 1915, a frota italiana assumiu funções de patrulha no sul do Adriático, permitindo que a frota francesa se retirasse. O Démocratie e o Justice foram destacados para reforçar a Divisão Dardanelos que lutava nos últimos estágios da campanha de Galípoli. Os navios do 2º Esquadrão foram então enviados à Grécia para pressionar o governo neutro, mas pró-alemão; eles enviaram homens à costa em dezembro de 1916 para apoiar um golpe lançado por elementos pró-Aliados no governo, mas foram obrigados a recuar pelo Exército grego. As frotas francesa e britânica então bloquearam o país, forçando o monarca grego, Constantino I, a abdicar em junho de 1917. Seu substituto liderou o país na guerra ao lado dos Aliados. A frota francesa retornou então a Corfu, onde passou o resto da guerra; a escassez de carvão impediu a frota de tomar qualquer ação significativa durante este período.

### Destinos pós-guerra
Imediatamente após o fim da guerra com a assinatura do armistício com a Alemanha em novembro de 1918, o Justice e o Démocratie foram enviadas ao Mar Negro para supervisionar a desmilitarização dos couraçados russos que haviam sido apreendidos pelas forças alemãs durante a guerra. Ali, durante a intervenção dos Aliados na Guerra Civil Russa, a tripulação cansada da guerra de Justice envolveu-se num motim em abril de 1919. Ambos os navios deixaram a área em maio, com o Démocratie levando o grão-vizir Damat Ferid Pasha para a França para que ele pudesse assinar o Tratado de Sèvres, que encerrou oficialmente a Primeira Guerra Mundial para o Império Otomano. O Vérité foi inicialmente a Constantinopla para supervisionar a rendição das forças otomanas, mas retornou rapidamente à França, onde foi desativado em 1º de agosto de 1919. O Justice foi brevemente mantido como um navio de treinamento, mas o Démocratie não prestou mais serviço após ser colocado na reserva em abril de 1920. O Vérité e o Démocratie foram retirados do registro naval em maio de 1921 e desmantelados na Itália no final daquele ano, enquanto o Justice foi reduzido à reserva em abril de 1920, desativado em março de 1921 e vendido como sucata na Alemanha em dezembro daquele ano. O Liberté, que permaneceu afundado em seu cais em Toulon, foi finalmente reflutuado em 1925 e rebocado para uma doca seca, onde foi desmontado.